# دايفيد كيلينغ
دايفيد كيلينغ (بالإنجليزية: David Keeling)‏ هو رسام أسترالي، ولد في 1951.